# 야마자키 메이
야마자키 메이(일본어: 山崎愛生 やまざき めい[*], 2005년 6월 28일 ~ )는 일본의 여성 아이돌 그룹 모닝구무스메의 멤버. 연예사무소 업프런트 프로모션 소속.

## 출연

### 콘서트 · 라이브
- M-line Special 2023 ~Magical Wish~ (2022년 4월 14일, 나카노 ZERO 대홀, 1회 공연) - 게스트로서 출연.

## 서적

### 솔로 사진집
- 비쥬얼 포토북「Mei」(2020년 6월 12일, 오딧세이 출판)
  - ISBN 978-4-8470-8301-3 (통상판)
  - ISBN 978-4-8470-8302-0 (amazon.co.jp 한정 커버판)
- 1st 솔로 사진집「Mei16」(2021년 8월 21일, 와니북스) ISBN 978-4-8470-8379-2
- 2nd 솔로 사진집「Mei19」(2024년 9월 14일, 오딧세이 출판) ISBN 978-4-911265-03-1

## 소속 유닛
- 모닝구무스메 (2019년 ~ )